# Bushra
Bushra (Bishra) este un oraș în Guvernoratul Irbid, Iordania. Se ridică la 560 metri (1.840 ft) deasupra nivelului mării. Este situat la est de orașul Irbid la 3 km, la nord de orașele Hakama (Irbid) și Beit Ras (romanul Capitolias), la sud de orașul Huwwarah și la est de orașul Sal.

## Istorie
În 1596, în timpul Imperiului Otoman, Bushra a fost remarcată (sub numele de „Bisri”) în 
recensământ ca fiind situată în nahiya Bani Juhma, în liwa din Hauran, cu o populație de 12 gospodării și 5 burlaci; toți musulmani. Sătenii au plătit o cotă fixă de impozitare de 25% pentru diverse produse agricole, inclusiv grâu, orz, culturi de vară, capre și stupi, pe lângă veniturile ocazionale; un total de 4.876 asprii. 1/4 din veniturile ude la un waqf.
În 1838 Bushra a fost semnalată a fi în ruine.

## Geografie
Orașul face parte din Hauran. Solurile roșii din regiune sunt terenuri foarte fertile pentru cultivarea cerealelor. Orașul se află pe un mic deal numit Tal - Mehrez, valea sudică. Valea Alroishului se termină în Valea Rahaub, care golește în Râul Yarmouk.
Solurile din zonă sunt gri alb, iar regiunea conține unele peșteri, dintre care unele sunt răspândite în jurul Marii Moschei, care a fost demolată după clădirea școlii gimnaziale masculine în 1986.

## Populație
În 1961 populația orașului Bushra era de 1.560 de locuitori; 768 bărbați și 792 femele. Până în 2005, populația a crescut la 11.996, în care 6.150 erau bărbați și 5.642 erau femei. Mai recent, în 2015, populația era de 19.444 de locuitori, cu 9568 de femei și 9876 bărbați, mai ales toți oamenii de acolo sunt musulmani. Bushra susține o populație minoritară de creștini, care au rădăcini în oraș de mai bine de 130 de ani.